# ビーロット
株式会社ビーロット（英　B-lot Co.,Ltd.）は、東京都港区に本社をおき、国内外の富裕層・投資家を顧客とした資産運用サービスを手掛ける総合不動産会社である。

## 概要
拠点は、東京本社・北海道支社・福岡支社・大阪支社・名古屋支社があり、子会社にシンガポール法人も展開している。
設立から6年2ヶ月となる2014年12月には、従業員27名で東証マザーズに上場。リーマンショック後の設立した不動産会社では、最速の上場となった。更に2018年2月には、東証一部への市場へ変更を行った。
社名の由来は、「机上と現場の融合」。「B」は「Brain（頭脳）」、そして「Lot」は口語で「仲間・連中」であり、「頭脳を使って考え抜いたことを、現場で実践できる仲間」を表現している。設立が、100年に1度の金融危機と言われた2008年のタイミングであり、マネーゲームではなくしっかりと社会の価値を与えるための仕事をしていこうという創業者たちの決意表明でもあったという。ロゴは、創業のシンボルで、赤（レッド）は「情熱・闘魂」を、黄（イエロー）は「明るさ・笑顔」を、青（ブルー）は「誠実、フェア精神」を、緑（グリーン）は「全ての調和・創造性」を示し、全ての四角が丸み帯びているのは柔軟性とバランスを、それぞれが繋がりあっている形は、当社が何よりも大事にしているパートナーシップ・チームワークといった人と人とのつながりを表現している。
2020年11月30日にビーロットリート投資法人を設立した（当初組入物件はビーロット江坂ビル）。

## 沿革
- 2008年10月 不動産投資開発事業および不動産コンサルティング事業を主とした株式会社ビーロット（資本金50百万円）を設立
- 2008年11月 宅地建物取引業免許を取得（東京都知事免許（1）第89915号）
- 2009年2月 賃貸管理の受託事業を開始
- 2009年7月 第二種金融商品取引業登録（関東財務局長（金商）第2235号）
- 2011年4月 北海道札幌市に札幌支店（現 北海道支社）を開設
- 2011年6月 宅地建物取引業免許を東京都知事免許から国土交通大臣免許に変更（国土交通大臣（2）第8157号）
- 2012年6月 自社保有物件の管理・運営事業を開始
- 2013年9月 福岡県福岡市に福岡支社を開設
- 2014年12月 東京証券取引所マザーズに株式を上場
- 2015年2月 ビーロット・アセットマネジメント株式会社を設立
- 2015年5月 B-Lot Singapore Pte. Ltd.を設立
- 2016年4月 株式会社ライフステージ全株式取得
- 2016年7月 大阪府大阪市に大阪支社を開設
- 2017年1月 株式会社ヴィエント・クリエーション全株式取得
- 2018年2月 東京証券取引所第一部市場へ市場変更
- 2018年4月 株式会社ティアンドケイの過半株式取得
- 2018年5月 ビーロット・キャピタルリンク株式会社を設立[3]
- 2023年10月 東京証券取引所スタンダード市場へ市場変更

## 業務内容
- 不動産投資開発事業
- 不動産コンサルティング事業
- 不動産マネジメント事業

## 関連グループ会社
- B-Lot Singapore Pte. Ltd - アジアの投資家への資産運用の提案
- ビーロット・アセットマネジメント株式会社 - 国内外の機関投資家に向けた包括的な不動産運用サービスの提供
- 株式会社ライフステージ - ファミリー層向け実需新築分譲マンションの販売代理業務
- 株式会社ヴィエント・クリエーション - カプセルホテルの所有・運営
- 株式会社ティアンドケイ - ゴルフ場および各種スポーツ施設の運営、コンサルティング、評価鑑定業務、設計、改造、監修業務
- ビーロット・キャピタルリンク株式会社 - 労働者派遣事業、有料職業紹介事業、M&A 関連業務、事業承継アドバイザリー業務、ITサポート事業